# Trinité-et-Tobago aux Jeux olympiques
Trinité-et-Tobago a participé à 17 Jeux d'été et à 3 Jeux d'hiver. Le pays a gagné 2 médailles d'or, 6 médailles d'argent et 11 médailles de bronze.